# باتريتسيا كافازوني
باتريتسيا كافازوني (بالإنجليزية: Patrizia Cavazzoni) هي طبيبة ومديرة تنظيمية أمريكية. شغلت منصب مديرة مركز تقييم الأدوية والبحوث (CDER) في إدارة الغذاء والدواء الأمريكية (FDA) من أبريل 2021 حتى يناير 2025. قبل ذلك، انضمت إلى المركز في يناير 2018 كنائبة للمدير لعملياته.

## خلفية مهنية وأكاديمية
حصلت على درجة الطب من جامعة ماكغيل وأكملت تدريبات في الطب النفسي وبرامج اضطرابات المزاج في جامعة أوتاوا، حيث عملت كعضوة في هيئة التدريس وأجرت أبحاثًا حول المؤشرات الجينية للاضطرابات النفسية. عملت سابقًا في القطاع الصناعي في مناصب تنفيذية متعددة في شركات مثل إلي ليلي وسانوفى وفايزر.

## العمل في إدارة الغذاء والدواء (FDA)
سُميت مديرةً بالإنابة لـCDER في مايو 2020، ثم مديرة رسمية للمركز في أبريل 2021، خلفًا للدكتورة جانيت وودكوك. وقد لعبت دورًا محورياً في استجابة الأدوية خلال فترة جائحة كوفيد-19.
في 10 يناير 2025، أعلنت كافازوني نيتها التقاعد من المنصب، على أن يكون آخر يوم لها في العمل هو 18 يناير، بعد خدمة استمرت حوالي سبع سنوات في المركز.

## الانتقال إلى فايزر
في 24 فبراير 2025، أعلنت شركة فايزر عن تعيينها في منصب كبير المسؤولين الطبيين التنفيذيين، حيث تشرف على جوانب السلامة، المراقبة الدوائية، الأبحاث التنظيمية، والتواصل الطبي مع الهيئات التنظيمية العالمية.